# BFA Senior League 2013-14
BFA Senior League 2013/14 fue la edición número 17 del torneo en el fútbol de Bahamas. El torneo empezó el 22 de enero de 2014 y terminó el 7 de mayo de 2014.
El campeón fue Lyford Cay FC (Dragons) obteniendo su primer título desde su creación; por tal motivo tuvo derecho de participar en el Campeonato de Clubes de la CFU 2015

## Sistema de campeonato
La liga fue irregular no se jugó un número de partidos uniforme debido a la cancelación de muchos encuentros, aun así el equipo que más puntos obtuvo se consagró campeón

## Datos de los clubes
| - Baha Juniors - BahaMar - Bears - Cavalier FC - COB - Dynamos | - FC Boca - Future Stars - Lyford Cay FC (Dragons) - Lyford Cay (Warriors) - United FC |

## Clasificación
Se disputó del 22 de enero del 2014 al 7 de mayo del 2014.
|     |  | Equipos                     | PJ | PG | PE | PP | GF | GC | Dif | Pts |
| --- |  | --------------------------- | -- | -- | -- | -- | -- | -- | --- | --- |
| 1.  |  | Lyford Cay FC (Dragons) (C) | 19 | 16 | 1  | 2  | 76 | 15 | +61 | 49  |
| 2.  |  | Bears                       | 17 | 12 | 3  | 2  | 55 | 33 | +22 | 39  |
| 3.  |  | United FC                   | 17 | 12 | 2  | 3  | 33 | 14 | +19 | 38  |
| 4.  |  | Future Stars                | 16 | 7  | 2  | 7  | 44 | 45 | -1  | 23  |
| 5.  |  | COB                         | 16 | 6  | 2  | 8  | 35 | 30 | +5  | 20  |
| 6.  |  | FC Boca (D)                 | 16 | 6  | 2  | 8  | 36 | 46 | -10 | 20  |
| 7.  |  | Cavalier FC (D)             | 15 | 6  | 2  | 7  | 30 | 41 | -11 | 20  |
| 8.  |  | Baha Juniors(D)             | 16 | 6  | 0  | 10 | 35 | 46 | -11 | 18  |
| 9.  |  | Dynamos (D)                 | 15 | 4  | 1  | 10 | 38 | 54 | -16 | 13  |
| 10. |  | BahaMar (D)                 | 15 | 4  | 0  | 11 | 22 | 34 | -12 | 12  |
| 11. |  | Lyford Cay (Warriors) (D)   | 16 | 2  | 1  | 13 | 19 | 65 | -46 | 7   |

|  | Campeón y Clasificado a la Campeonato de Clubes de la CFU 2015 |
|  | Descendido                                                     |

| Campeón Lyford Cay FC (Dragons) 1° Título |